# Biscay
Biscay és una població dels Estats Units a l'estat de Minnesota. Segons el cens del 2000 tenia 114 habitants.

## Demografia
Segons el cens del 2000, Biscay tenia 114 habitants, 45 habitatges, i 31 famílies. La densitat de població era de 628,8 habitants per km².
Dels 45 habitatges en un 26,7% hi vivien nens de menys de 18 anys, en un 66,7% hi vivien parelles casades, en un 2,2% dones solteres, i en un 28,9% no eren unitats familiars. En el 22,2% dels habitatges hi vivien persones soles el 6,7% de les quals corresponia a persones de 65 anys o més que vivien soles. El nombre mitjà de persones vivint en cada habitatge era de 2,53 i el nombre mitjà de persones que vivien en cada família era de 3,03.
Per edats la població es repartia de la següent manera: un 22,8% tenia menys de 18 anys, un 7,9% entre 18 i 24, un 28,1% entre 25 i 44, un 35,1% de 45 a 60 i un 6,1% 65 anys o més.
L'edat mediana era de 39 anys. Per cada 100 dones de 18 o més anys hi havia 104,7 homes.
La renda mediana per habitatge era de 49.583 $ i la renda mediana per família de 59.583 $. Els homes tenien una renda mediana de 38.750 $ mentre que les dones 25.625 $. La renda per capita de la població era de 22.988 $. Cap de les famílies estaven per davall del llindar de pobresa.

## Poblacions més properes
El següent diagrama mostra les poblacions més properes.